# 16e régiment de chasseurs à cheval
Pour les articles homonymes, voir 16e régiment.
Le 16e régiment de chasseurs est un régiment de cavalerie de l'armée française.

## Création et différentes dénominations
- 1793 : création du 16e régiment de chasseurs à cheval
- 1814 : dissolution
- 1815 : nouvelle création du 16e régiment de chasseurs à cheval
- 1815 : dissolution
- 1816 : nouvelle création sous le nom de Chasseurs de l'Orne
- 1825 : devient 16e régiment de chasseurs à cheval
- 1831 : dissolution
- 1873 : nouvelle création du 16e régiment de chasseurs à cheval
- 1926 : dissolution définitive

## Chefs de corps
- 1793 : colonel Bertèche
- 1796 - 1797 : colonel Simon (**)
- 1799 : colonel Durosnel (**) ;
- 1806 : colonel Maupoint (*)
- 1811 : colonel Lhuillier de la Serre
- 1813 : colonel de Latour-Foissac (**) ;
- 1814 : colonel Duvivier
- 1907 : de Pré de Saint Maure
- 1914 : colonel Ferru
- 1915 : colonel de Séganville (22/2/1915)
- 1918 : colonel Sarton du Jonchay[Lequel ?] (9/2/1918)
- 1918 : colonel Maurin de Brignac (19/7/1918)
- 1919 : colonel Meaudre (21/9/1919)

## Campagnes et batailles

### Guerres de la Révolution et de l'Empire
- 1793-1795 : Armée de l'Ouest
- 1794 : Armée du Nord
- 1794-1797 : Armée de Sambre et Meuse
- 1798 : Armée de Mayence
- 1799 : Armée de Batavie
- 1800 : Armée du Rhin
- 1805-1807 : Grande Armée
- 1805 :
  - 2 décembre : Bataille d'Austerlitz
- 1806 :
  - 8 février : Bataille d'Eylau
  - 14 octobre : Bataille d'Iéna
- 1809 : Campagne d'Allemagne
- 1812 : Campagne de Russie
- 1813 : Campagne d'Allemagne
  - 16-19 octobre : Bataille de Leipzig
- 1814 : campagne de France
  - 14 février 1814 : Bataille de Vauchamps
  - 28 mars : Bataille de Claye et Combat de Villeparisis

### Première Guerre mondiale

#### Affectations
Lorsque qu’éclate le premier conflit mondial, le 16e régiment de chasseurs à cheval est basé à Beaune et dépend de la 8e région militaire. Il comprend un état-major doté d’une section de mitrailleuse et deux demi-régiments de deux escadrons chacun. Chaque escadron et lui-même divisé en quatre pelotons. À la date du 5 août 1914, le journal des marches et opérations du régiment donne sa composition, l'effectif est de 718 hommes répartis en 31 officiers, 59 sous-officiers et 628 hommes de troupe et l'unité dispose également de 722 chevaux.

Deux escadrons supplémentaires, dits de réserves, sont mis sur pied dès la mobilisation et rejoignent le régiment vers le 15 août.
L'unité sera engagée aux côtés des divisions d'infanterie du 8e corps d'armée qu'elle accompagnera pratiquement tout au long du conflit :
- 1er escadron : 15e DI
- 2e escadron : 58e DI
- 3e escadron : 16e DI
- 4e escadron : 169e DI

Les cavaliers combattent à cheval et à pied mais la majorité du temps sont au service des tranchées ou dans des rôles de police et de liaison. 

#### 1914
Après des débuts en Lorraine, le régiment se distingue dans les combats de Belgique en 1914 (L'Yser), est déplacé en escadrons sur différents fronts dont Verdun et termine la guerre dans l'Aisne dans des rôles de cavalerie retrouvés.

#### 1915
Durant les phases de relative immobilité, les escadrons sont amenées à mettre sur pied des sections franches ou d’élite destinées à opérer des coups de main derrière les lignes ennemies : section franche du lieutenant Yves Feutren-Courtès tué le 13 février 1918 (1er demi-régiment puis 1er escadron - juin 1917 à février 1918), section d’élite de l’adjudant Bourdelier (3e escadron – juillet à novembre 1917) et section d’élite de l’adjudant-chef Bienaimé (4e escadron – juin 1917 à janvier 1918).

### Garnisons
- 1896-1914 : Beaune
- 1918-1926 : Beaune

## Traditions
Le régiment ayant été dissous avant le second conflit mondial, il ne lui a pas été attribué d'insigne.

### Étendard du régiment
Les faits d'armes du régiment ont été obtenus durant les campagnes napoléoniennes et les combats du premier conflit mondial. Il porte, cousues en lettres d'or dans ses plis de son étendard, les inscriptions suivantes
- Austerlitz 1805
- Iéna 1806
- Eylau 1807
- Wagram 1809
- L'Yser 1914
- L'Aisne, 1918

## Personnalités ayant servi au sein du régiment
- Eugène d'Astorg (1787-1852), militaire et homme politique français du XIXe siècle, fut nommé lieutenant au 16e chasseurs à l'issue de la Bataille d'Eylau.

## Sources et bibliographie
- Historique du 16e régiment de chasseurs pendant la campagne contre l'Allemagne, 1914-1918, Paris, Henri Charles-Lavauzelle, 1920, 39 p., lire en ligne sur Gallica.